# Konti-Skan
Konti-Skan eller Kontiskan er en bipolær (HVDC) stærkstrøms-transmissionsforbindelse fra Vester Hassing i Danmark og til Lindome i Sverige.

## Historie
Den oprindelige pol 1 (Konti-Skan 1) blev bygget i 1965 og var en af de første HVDC forbindelser i verden. Den var baseret på kviksølvsventiler og havde en effekt på 250 MW ved en spænding på 250 kV. Omformerstationen på den svenske side lå i Stenkullen ved Göteborg medens den danske omformerstation blev placeret ved Vester Hassing lidt øst for
Aalborg. I 1988 blev den anden pol, Konti-Skan 2, på 360 MW taget i drift. I denne pol anvendes de mere moderne tyristorer ved en spænding på 285 kV. Ligesom for Konti-Skan 1 starter forbindelsen på dansk side i omformerstationen ved Vester Hassing, mens den svenske omformerstation er placeret i Lindome syd for Göteborg. I perioden 2006-2007 blev Konti-Skan 1 ombygget til en moderne tyristorbaseret pol. Effekten blev herved opgraderet til 380 MW og spændingen hævet til 285 kV. På den svenske side blev der opført en ny omformer ved Lindome stationen til at afløse den gamle omformerstation i Stenkullen, som nu er nedrevet. Hermed blev de muligt at drive Konti-Skan forbindelsen som en ægte bipol.

## Rute
Forbindelsen begynder på den danske side i omformerstationen ved Vester Hassing. Herfra går en 34 km lang luftledning med to ledere gennem Vendsyssel til en kabelovergangsstation ved Lyngså lidt syd for Sæby. Via en 23 km lang kabelforbindelse fortsætter Konti-Skan til Læsø. Kabelforbindelsen er ret usædvanlig, idet den består af tre dobbeltleder kabler. Det første og det andet kabel anvendes henholdsvis af pol 1 og pol 2, medens hver pol anvender en leder i det tredje kabel. En specialitet er, at et af kablerne kan anvendes til reserveforsyning af Læsø, hvis det normale 20 kV vekselstrømskabel til fastlandet skulle haverere. Dette resulterer dog i en lidt mindre overføringskapacitet på Konti-Skan. Fra stationen ved Vester Hassing går desuden et underjordisk elektrodekabel til en elektrodestation på kysten ved Sørå.
Fra kabelstationen ved Tusholm krydser Konti-Skan Læsø som en 17 km lang luftledning indtil østenden af øen, hvor den fortsætter som to enkeltleder søkabler til Lindås i Sverige. Resten af vejen til omformerstationen i Lindome tilbagelægges som luftledning, først med to ledere, men efter et kort stykke med tre ledere idet elektrodeledningen efter et par kilometer kobles på luftledningen. Elektrodeledningen på den svenske side følger delvist en separat rute til en elektrodestation på kysten, først som luftledning til bebyggelsen Brattås og det sidste stykke til vandet som jordkabel.

## Steder
| Sted                                              | Koordinater                                   |
| ------------------------------------------------- | --------------------------------------------- |
| Vester Hassing Jævnstrømsstation                  | 57°03′46″N 10°05′24″Ø / 57.06278°N 10.09000°Ø |
| Lyngså Kabelstation                               | 57°14′01″N 10°32′29″Ø / 57.23361°N 10.54139°Ø |
| Nørre Sørå Elektrodestation                       | 57°10′35″N 10°26′59″Ø / 57.17639°N 10.44972°Ø |
| Tusholm Kabelstation (Læsø)                       | 57°15′08″N 10°54′13″Ø / 57.25222°N 10.90361°Ø |
| Østerby Kabelstation (Læsø)                       | 57°18′32″N 11°07′35″Ø / 57.30889°N 11.12639°Ø |
| Ambjörnhagen Kabelstation (Sverige)               | 57°34′11″N 11°58′27″Ø / 57.56972°N 11.97417°Ø |
| Brattås Endemast elektrodeluftledning (Sverige)   | 57°33′6″N 11°59′17″Ø / 57.55167°N 11.98806°Ø  |
| Brännemysten Afgreningspunkt elektrodeluftledning | 57°34′27″N 12°0′5″Ø / 57.57417°N 12.00139°Ø   |
| Lindome tidligere afgreningsmast                  | 57°36′38″N 12°6′25″Ø / 57.61056°N 12.10694°Ø  |
| Lindome HVDC Omformerstation                      | 57°36′24″N 12°6′40″Ø / 57.60667°N 12.11111°Ø  |
| Stenkullen tidligere omformerstation              | 57°48′15″N 12°19′13″Ø / 57.80417°N 12.32028°Ø |